# Поду-Ілфовецулуй
Поду-Ілфовецулуй (рум. Podu Ilfovățului) — село у повіті Джурджу в Румунії. Входить до складу комуни Бутуруджень.
Село розташоване на відстані 25 км на південний захід від Бухареста, 48 км на північ від Джурджу, 149 км на південь від Брашова.

## Населення
За даними перепису населення 2002 року у селі проживали 26 осіб, усі — румуни. Усі жителі села рідною мовою назвали румунську.